# 植劇場—姜老師，妳談過戀愛嗎？
《姜老師，妳談過戀愛嗎？》為台視、八大電視與公視共同監製之《植劇場》的第三部作品，懸疑推理系列的第一部劇集。由王明台執導，總監制王小棣與柯雁心、吳怡靜共同執筆，金鐘視帝藍正龍搭檔未來星葉星辰、禾語辰與許光漢領銜主演。本劇在2016年11月18日至12月23日間，於台視主頻週五優質戲劇時段首播，八大綜合台則於隔日晚間聯播。現今亦於LiTV及Netflix平台上架。
劇情以片段的敘事方式，探討許多型式的暴力社會議題，展現人性中幽微的複雜情感，以及道德觀的模糊界線。本劇收視低迷，未能完全緊扣驚悚推理的主題，大膽的呈現手法也沒有帶來太多正面的效益，但演員的表現和劇集的意涵上獲得肯定，並入圍第52屆金鐘獎五項大獎。

## 製作

### 創作
關於劇本與故事的構思，編劇王小棣表示雖然故事主角是老師，也有稍稍在校園的權力關係上著墨，但本劇不太算是校園劇，「主要還是想呈現成長的過程中，每個人都會有一些自己無法啟齒的秘密、羞辱。不論男女，不管是感情或生理上，他們被迫帶著這些秘密、自卑感與羞辱生長，其實全劇討論的創傷非常幽微，甚至可能也沒有真的暴力或什麼，但對於我們潛意識裡的安全感和信任感，其實是影響很大的。」她說，並認為即便主角為人師，但他們同樣也尚在摸索與學習，這正是大家經常忽略的面向。編劇有意用教師的角色，來隱喻現代的愛情，以呈現各類愛情的孤獨。
編劇試圖窺視含有忍耐、屈辱、自尊心受損與犯罪等人性幽微的一面，企圖以人們心理上的猜忌、黑暗及不安全感，來塑造懸疑的氛圍，讓觀眾感同身受進而達到共振效果，並呈現出不同層次的暴力。王小棣表示《姜老師，妳談過戀愛嗎？》是在探討每個人於成長的過程中，那些羞於啟齒、不可告人的秘密，並如何在經歷暴力後所造成的內傷中，學習面對並重新接納自我。每個從弱小慢慢成長起來的人，都曾隱隱約約地承受一些幽微的壓力，只是人越弱勢的時候，越不懂得處理。而懸疑的部分即是用來增添張力。

### 演員與角色
曾演出《大醫院小醫師》、《赴宴》、《45°C天空下》與《波麗士大人》的金鐘視帝藍正龍，此次睽違六年和恩師王小棣第五度合作，飾演本劇靈魂人物——學務主任陳威霖。王小棣當初在為劇本進行田野調查時，實際接觸許多學務主任，並發現大多是高大帥氣的男生，講話既帶點威嚴，又有些油膩與自以為的幽默，因此才會邀請外型相似的藍正龍主演，雖然藍正龍的個性和劇中人完全不同，但她相信這對他的表演將有一定的考驗。藍正龍曾向王小棣吐露進入角色時的心理壓力極大，坦言因劇情的關係，演這個角色很壓抑，台詞多、又要搭配哭戲，心情完全無法放鬆，從頭到尾都處於緊張的狀態，使他不諱言地說：「看完劇本真的很想吐」，更常有放棄的念頭。關於藍正龍在劇中演繹陳威霖時的跛腳演出，事實上是他早前在演出電影《大釣哥》時所受的傷，而為了能更寫實地呈現，藍正龍也以素顏上陣，好貼近角色的真實樣貌。
未來星3號Q演員葉星辰在《戀愛沙塵暴》殺青後的一周，便投入本劇的拍攝，飾演「小姜」姜淑貞老師。相對節奏明快的喜劇《戀愛沙塵暴》，本劇較為深沉，壓迫感亦重，因此葉星辰，在詮釋小姜時，會盡量將語調、速度，甚至是思考都放慢。面臨角色轉換不易的她，坦承在演出時，導演王明台經常認為她的眼神不到位，因此她必須學習如何在融入角色時，一同入心並控制眼神。除此之外，葉星辰認為最難的，是即便她理解導演的理想，但她就是無法百分之百達到導演的要求，加上本劇有許多沒有台詞的畫面，代表她必須用眼神與表情去演繹，這讓她對自己產生了不少的質疑。葉星辰表示在融入角色後，即使下戲，仍會相當緊繃，情緒也備受影響，不過她也從角色的經歷上體悟不少。
王明台認為未來星19號Q演員禾語辰的神情和自我要求高的個性，與「大姜」姜香慈極為相似，因此欽點她擔綱演出。禾語辰曾在徐譽庭創立之親愛的工作室擔任企劃，因此此次是她和藍正龍繼《妹妹》後的第二度合作。從幕後轉職幕前的她，是首次演出戲分吃重的角色，由於人物性格沉重，她花了許多時間去理解角色，也自認大姜倔強、堅毅的個性和自己十分相像，更在殺青後花了一個月的時間才走出角色。對於生性活潑的禾語辰來說，要演繹黑暗、不快樂的大姜是一大考驗，起初她有些抗拒，但後來也試著去挖掘自己的黑暗面，更以大姜的身分暗中憎恨飾演小姜的葉星辰，以詮釋大姜對小姜複雜的情緒。她表示藍正龍與葉星辰給予她許多幫助，也希望觀眾能理解大姜的角色，並期望自己有適當地詮釋大姜。
曾參與《刺蝟男孩》前期演員訓練的未來星21號Q演員許光漢，與王小棣二度合作，飾演陳威霖渴望被愛的弟弟陳威政。許光漢和葉星辰同樣是在《戀愛沙塵暴》殺青後的一周，進入劇組拍攝，這樣的銜接也讓他直言相當辛苦。為了詮釋性成癮的遲緩兒陳威政，許光漢跟隨劇組前去陽光基金會擔任志工，從旁觀察並了解他們。他發現其實遲緩兒和一般人沒什麼不同，只是會在某個瞬間，稍微地被思緒卡住，而他便以此為基石，試著發展出角色的一些特定動作和應對行為。不過，要演繹遲緩兒跟平常人看似一樣，事實上卻又不一樣的特點，正是他感到最困難的地方。劇中，許光漢還必須演出侵犯他人的戲碼，病態的行為令他既抗拒又崩潰，但他最後還是下定決心拋開包袱，才更加順利地進入角色。編劇因考量劇情發展與角色厚度，才會創造這樣的角色，而許光漢希望大家勿將性騷擾等行為和遲緩兒畫上等號，認為在他們身上套住既定印象是非常可怕的。
以往較常以客串身分登場戲劇作品的導演章可中，首次演擔綱長片主要演員，飾演壓抑的教務主任吳修齊。郎祖筠飾演和陳威霖有所糾葛的林文貞教授，並將藉此故事線，探討中年女性的情慾。身為國中生的Q Place青少年組學生李柏萱，飾演性騷擾事件的關鍵角色鍾雅欣，石知田則飾演和雅欣同樣喜愛角色扮演的姜志宏，兩人將是揭露事件真相的重要人物。金鐘獎入圍者鄭家榆飾演愛女心切的單親媽媽錢曉媛，並和已婚的吳修齊有所情感聯繫。

### 歌曲
| 曲序 | 曲目                   |        | 作曲       | 演唱       |
| ---- | ---------------------- | ------ | ---------- | ---------- |
| 1.   | 天使也會受傷（片頭曲） | 昌哥   | 漢斯、陶山 | 小男孩樂團 |
| 2.   | 你啊你啊（片尾曲）     | 魏如萱 | 魏如萱     | 魏如萱     |
| 3.   | 都走到了這（插曲）     | 詹森淮 | 詹森淮     | 詹森淮     |

### 播出
本劇在2016年11月18日至12月23日間，於每周五晚間10點在台視主頻週五優質戲劇時段首播兩小時（含映後加廣告約10分鐘的《植日生週記》），八大綜合台則於隔日（周六）晚間10點聯播。公視主頻在2017年3月1日至3月28日間，於每周一至周三晚間9點播出一小時，共剪輯為12集。購買播出版權的愛奇藝於台視首播後的凌晨0點更新，LiTV於2017年4月1日上線，Netflix則在2017年8月1日全球上線。
香港Now觀星台緊貼台灣，首先於自選服務推出本劇，並在2017年5月7日至6月11日間進行電視排播，於每周日晚間9點45分播出2小時。新加坡佳樂台在2017年4月10日至4月25日間，於晚間10點10分播出至11點5分。
MyVideo在2022年8月16日上架《植劇場》全系列。

## 劇集列表
| 總集數 | 集數 （季） | 導演   | 編劇                   | 首播日期       | 收視率 |
| ------ | ----------- | ------ | ---------------------- | -------------- | ------ |
| 14     | 1           | 王明台 | 王小棣、柯雁心、吳怡靜 | 2016年11月18日 | 0.57   |
| 15     | 2           | 王明台 | 王小棣、柯雁心、吳怡靜 | 2016年11月25日 | 待定   |
| 16     | 3           | 王明台 | 王小棣、柯雁心、吳怡靜 | 2016年12月2日  | 待定   |
| 17     | 4           | 王明台 | 王小棣、柯雁心、吳怡靜 | 2016年12月9日  | 待定   |
| 18     | 5           | 王明台 | 王小棣、柯雁心、吳怡靜 | 2016年12月16日 | 待定   |
| 19     | 6           | 王明台 | 王小棣、柯雁心、吳怡靜 | 2016年12月23日 | 0.33   |

## 評價
《姜老師，妳談過戀愛嗎？》收視表現不佳，評價亦好壞參半，不過在演員表現與作品立意上，仍獲得正面的肯定。知名作家侯文詠認為劇中每個角色，有別於傳統觀念裡的正反派，其中的界線更是令人難以捉摸。
〈娛樂重擊〉影評人Maple認為《姜老師，妳談過戀愛嗎？》非常大膽，卻不夠心細，它多線故事、故布疑陣的敘事與剪接手法，作為週播劇反而顯得零碎。本劇試圖跳脫推理劇的單一視角，以內斂的角色，傳遞非常片面而不完整的訊息，導演也大膽地配合劇本，以大量不完整的片段去拼湊出完整的故事。他認為這種敘事手法確實呼應了題旨，也有效地製造了懸疑和翻轉的效果，但作為週播劇便使觀眾難以拼湊，導致敘事顯得破碎，雖然這樣的挑戰值得鼓勵，但實際拿捏卻不盡理想。他直言本劇的核心不在謎團，而是潛藏在謎團背後的社會現實，劇情試圖在6集的篇幅中，多元化地探討包括印尼排華、未成年情慾、約會強暴、性侵遺族等性元素議題，而呈現寫實有餘、謎團存在感不足與篇幅不夠完整交代的問題，使作品聊備一格。不過，他認為本劇在角色塑造上相當成功，尤其是將陳威霖、大姜老師和小姜老師這三個角色的背景與心境轉折描述得非常仔細，相對齊頭並進的吳修齊，因起承轉合處理不佳而略顯遜色。
〈BIOS Monthly〉影評人麥兜寫道：「故事由不同程度的性騷擾甚至性侵開始，性犯罪是讓被害人感到痛苦甚至羞於啟齒的，卻又常常來自於愛情或人類原始本能，因為這樣的特點，這部戲與其說是驚悚推理，更像是把人性拆解審視後重新組裝，拼出事件的完整真相。」譚端認為王小棣和編劇團隊努力想寫一個具有社會性的故事，並揭露我們的公私生活，反映每個人在生活中的寸步難行，描繪那些不可言說的秘密，特別是各種性經驗和探索，更具有國際關懷的視角，且企圖以懸疑故事方法來呈現。《姜老師，妳談過戀愛嗎？》試著在娛樂型態中，探討嚴肅的社會議題與人生厚度，不過，如果能加強辦案和犯案者的才智，呈現雙方的鬥智，將會使得本片更像一齣懸疑推理劇。
娛樂評論家柯志遠稱讚《姜老師，妳談過戀愛嗎？》不論編、導、演、製作，都呈現了「高水準」，認為本劇以大膽又大氣的敘事結構、張力十足的場景建構以及長驅直入的心理驚悚，探討殘酷卻真實的核心主題。同時，也讚賞演員群的演出，點名郎祖筠在有限的篇幅裡，完美解析林教授的心理層次、藍正龍將抑鬱的角色細膩雕琢，沉重卻真實、王鏡冠在角色轉折方面，拿捏自然、許光漢則演繹出角色的深度，是具潛力的新星。

## 獎項
| 年度 | 大獎         | 獎項               | 入圍者 | 結果 |
| ---- | ------------ | ------------------ | ------ | ---- |
| 2017 | 第52屆金鐘獎 | 戲劇節目男主角獎   | 藍正龍 | 入圍 |
| 2017 | 第52屆金鐘獎 | 戲劇節目男配角獎   | 章可中 | 入圍 |
| 2017 | 第52屆金鐘獎 | 戲劇節目男配角獎   | 許光漢 | 入圍 |
| 2017 | 第52屆金鐘獎 | 戲劇節目新進演員獎 | 禾語辰 | 入圍 |
| 2017 | 第52屆金鐘獎 | 戲劇節目導演獎     | 王明台 | 入圍 |

## 備註
1. ↑  Netflix的英語片名為

## 外部連結
- 台視官方網站
- 八大電視官方網站
- 公視官方網站
- 互联网电影数据库（IMDb）上《姜老師，妳談過戀愛嗎？》的资料（英文）
- 植劇場—姜老師，妳談過戀愛嗎？的Facebook專頁
- Netflix全球官方網站